# 영흥 (서진)
영흥(永興)은 중국 서진(西晉) 혜제(惠帝)의 아홉 번째 연호이다. 304년 12월에서 306년 6월까지 1년 7개월 동안 사용하였다.
같은 시기에 사용된 다른 연호로는 성도왕(成都王) 이웅(李雄)이 사용한 건흥(建興 : 304년 ~ 306년), 성한(成漢)에서 사용한 안평(晏平 : 306년 ~ 310년), 전조(前趙)에서 사용한 원희(元熙 : 304년 ~ 308년)가 있다.

## 개원
영안(永安) 원년 12월 24일(305년 2월 4일)에 연호를 영흥(永興)으로 개원함.

## 연대대조표
| 영흥                | 원년            | 2년        | 3년                 |
| 서력                | 304년           | 305년      | 306년               |
| 육십간지 (六十干支) | 갑자(甲子)      | 을축(乙丑) | 병인(丙寅)          |
| 성한 (成漢)         | 건흥(建興) 원년 | 2년        | 3년 안평(晏平) 원년 |
| 전조 (前趙)         | 원희(元熙) 원년 | 2년        | 3년                 |

## 삭일(1일)
| 영흥 원년 (304년) | 1월             | 2월             | 3월             | 4월             | 5월             | 6월             | 7월             | 8월             | 9월             | 10월            | 11월            | 12월            |                 |
| ----------------- | --------------- | --------------- | --------------- | --------------- | --------------- | --------------- | --------------- | --------------- | --------------- | --------------- | --------------- | --------------- | --------------- |
| 삭일(음력)        | 기해일 (己亥日) | 기사일 (己巳日) | 무술일 (戊戌日) | 무진일 (戊辰日) | 정유일 (丁酉日) | 정묘일 (丁卯日) | 병신일 (丙申日) | 병인일 (丙寅日) | 병신일 (丙申日) | 을축일 (乙丑日) | 을미일 (乙未日) | 갑자일 (甲子日) |                 |
| 율리우스력        | 304년 2월 22일  | 3월 23일        | 4월 21일        | 5월 21일        | 6월 19일        | 7월 19일        | 8월 17일        | 9월 16일        | 10월 16일       | 11월 14일       | 12월 14일       | 305년 1월 12일  |                 |
| 영흥 2년 (305년)  | 1월             | 2월             | 3월             | 4월             | 5월             | 6월             | 7월             | 8월             | 9월             | 10월            | 11월            | 12월            |                 |
| 삭일(음력)        | 갑오일 (甲午日) | 계해일 (癸亥日) | 계사일 (癸巳日) | 임술일 (壬戌日) | 임진일 (壬辰日) | 신유일 (辛酉日) | 신묘일 (辛卯日) | 경신일 (庚申日) | 경인일 (庚寅日) | 기미일 (己未日) | 기축일 (己丑日) | 무오일 (戊午日) |                 |
| 율리우스력        | 305년 2월 11일  | 3월 12일        | 4월 11일        | 5월 10일        | 6월 9일         | 7월 8일         | 8월 7일         | 9월 5일         | 10월 5일        | 11월 3일        | 12월 3일        | 306년 1월 1일   |                 |
| 영흥 3년 (306년)  | 1월             | 2월             | 3월             | 4월             | 5월             | 6월             | 7월             | 8월             | 윤8월           | 9월             | 10월            | 11월            | 12월            |
| 삭일(음력)        | 무자일 (戊子日) | 무오일 (戊午日) | 정해일 (丁亥日) | 정사일 (丁巳日) | 병술일 (丙戌日) | 병진일 (丙辰日) | 을유일 (乙酉日) | 을묘일 (乙卯日) | 갑신일 (甲申日) | 갑인일 (甲寅日) | 계미일 (癸未日) | 계축일 (癸丑日) | 임오일 (壬午日) |
| 율리우스력        | 306년 1월 31일  | 3월 2일         | 3월 31일        | 4월 30일        | 5월 29일        | 6월 28일        | 7월 27일        | 8월 26일        | 9월 24일        | 10월 24일       | 11월 22일       | 12월 22일       | 307년 1월 20일  |

## 같이 보기
- 다른 왕조의 같은 연호
  - 후한(後漢) 영흥(153년 ~ 154년)
  - 전진(前秦) 영흥(357년 ~ 359년)
  - 염위(苒魏) 영흥(350년 ~ 352년)
  - 북위(北魏) 영흥(409년 ~ 413년)
  - 북위(北魏) 영흥(532년)

- 중국의 연호

| 이전 연호 영안(永安) | 중국의 연호 서진(西晉) | 다음 연호 광희(光熙) |